# Gwiazda dziwna
Gwiazda kwarkowa – hipotetyczny typ gwiazdy, zawierający plazmę kwarkowo-gluonową. Ich podtypem są gwiazdy dziwne, zawierające dziwną materię.
Gwiazdy kwarkowe mogą być gęstsze niż gwiazdy neutronowe, ich rozmiar jest szacowany 5–10 km (10–14 km dla gwiazdy neutronowej). Gwiazdy kwarkowe mogą być więc bardzo zwartymi obiektami, stanowiącymi stan pośredni pomiędzy czarną dziurą a gwiazdą neutronową. Według danych z 2002 roku istniały sugestie, że dwa obserwowane obiekty, RX J1856.5-3754 i 3C 58, mogą być gwiazdami kwarkowymi. Przypuszczenia te nie są jednak do końca potwierdzone, a w przypadku RX J1856.5-3754 obserwacje Kosmicznym Teleskopem Hubble’a opublikowane w 2003 roku nie potwierdziły tego. Za kandydata na gwiazdę kwarkową uznawany był także obiekt po wybuchu supernowej SN 1987A.
Gwiazdy kwarkowe, w przeciwieństwie do wszystkich innych znanych ciał o tak dużej masie (w tym gwiazd neutronowych), nie rozpadłyby się, gdyby zniknęła grawitacja.